# Chiostro di San Domenico
Il chiostro di San Domenico è un sito d'interesse storico e artistico della città di Cagliari. È ubicato in via XXIV Maggio, nel quartiere Villanova, ed è compreso nel complesso del convento dei domenicani.
Il chiostro, insieme all'adiacente cripta, è ciò che rimane dell'antico convento e della chiesa di San Domenico, devastati durante i bombardamenti del 1943. La chiesa vecchia (ciò che ne rimane costituisce oggi la cripta della nuova, edificata nel dopoguerra) insieme al San Francesco di Stampace, anch'essa andata perduta, erano tra le più belle architetture gotiche di Cagliari, mentre il chiostro di San Domenico è ancora uno fra i più belli della Sardegna.

## Storia
I frati domenicani, guidati da fra' Nicolò Fortiguerra da Siena, arrivarono a Cagliari nel 1254. Per la costruzione del convento, primo insediamento dell'ordine in Sardegna, venne loro concesso un terreno a Villanova, nel luogo dove si trovava la chiesetta benedettina di Sant'Anna, successivamente inglobata nel chiostro. La chiesa conventuale venne eretta in stile gotico italiano probabilmente intorno alla fine del XIII secolo, come attesterebbero anche i ritrovamenti in seguito agli scavi condotti sotto il pavimento dell'attuale cripta. L'impostazione stilistica definitiva, sia della chiesa che del convento e del chiostro, venne data successivamente secondo i canoni dello stile gotico catalano, introdotto dagli aragonesi, a cui si aggiunsero elementi del classicismo rinascimentale, arrivati in Sardegna nel XVI secolo, durante la dominazione spagnola.

## Descrizione

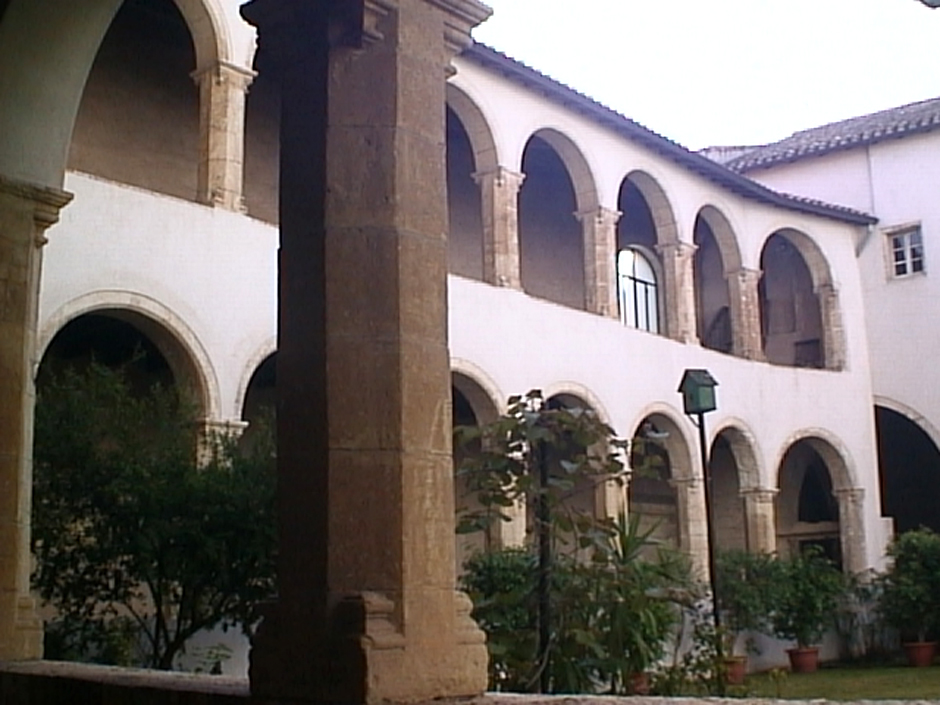
Braccio nord

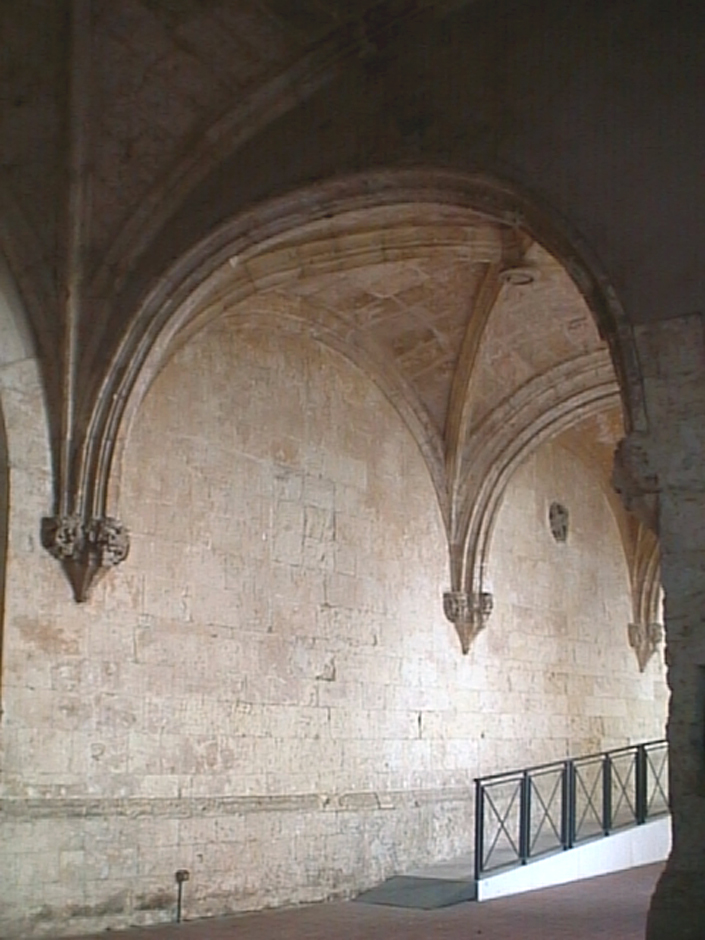
Archi del braccio sud

Si accede al chiostro dalla via XXIV Maggio. Il chiostro ha pianta quadrangolare; i lati ovest e sud risalgono al XV secolo e sono caratterizzati da arcate a tutto sesto su pilastri ottagonali, che suddividono i bracci in campate voltate a crociera costolonata con gemme pendule scolpite in chiave di volta. Gli archi e le nervature sono impostati su peducci decorati finemente con motivi floreali e animali. Lateralmente si aprono ambienti a pianta quadrangolare voltati a crociera, che anticamente aspitavano alcune cappelle.
I lati settentrionale e orientale furono invece edificati alla fine del XVI secolo. Il lato nord è l'unico completamente distrutto nel '43 e successivamente ricostruito com'era. Questi due bracci si sviluppano su due ordini di arcate a tutto sesto e hanno volte in legno.
Da una porta posta all'estremità del braccio ovest si accede alla cripta o chiesa inferiore, costituita dai resti dell'antica chiesa conventuale dedicata a San Domenico, che deve l'attuale sistemazione all'architetto Raffaello Fagnoni, il progettista della nuova chiesa edificata nel 1954.
La cripta conserva ancora la pianta dell'antica chiesa, a una navata divisa in due campate voltate a crociera stellata con cappelle laterali e capilla mayor (presbiterio) a pianta rettangolare voltata a crociera. Le volte, tra le migliori nel loro genere in Sardegna, e la parte superiore delle mura perimetrali non ci sono pervenute. L'unico ambiente intatto è la cappella della Madonna del Rosario, l'ultima a sinistra prima del presbiterio. La cappella del Rosario, edificata nel 1580 dai fratelli Barrai, artisti di Stampace, su commissione della confraternita della Beata Vergine del Rosario, rappresenta uno dei massimi esempi di arte d'influsso rinascimentale nell'Isola. La cappella ha pianta quadrata ed è voltata a padiglione su base ottagonale posta in rilievo tramite un cornicione. La volta è impostata su quattro archetti costolonati che la raccordano all'ambiente sottostante. Tale ambiente è collegato alla navata tramite un breve corridoio con volta a botte decorata a rosette alternate a punte di diamante in rilievo (simile decorazione si ritrova anche nel Santuario dei Martiri), a cui si accede tramite un arco trionfale incorniciato da lesene e sormontato da un timpano.
La cripta di San Domenico viene attualmente utilizzata sia per funzioni religiose che per manifestazioni culturali, quali concerti e mostre d'arte.